# Arroyo Mobile Home Park
Arroyo Mobile Home Park es un área no incorporada ubicada en el condado de Ventura en el estado estadounidense de California.

## Geografía
Arroyo Mobile Home Park se encuentra ubicada en las coordenadas 34°22′24″N 119°18′25″O / 34.37333, -119.30694.